# Idaea auratadiluta
Idaea auratadiluta là một loài bướm đêm trong họ Geometridae.